# Darıözü, Kaman
Darıözü là một xã thuộc huyện Kaman, tỉnh Kırşehir, Thổ Nhĩ Kỳ. Dân số thời điểm năm 2010 là 37 người.